# Bernried (Niederbayern)
Bernried este o comună aflată în districtul Deggendorf, landul Bavaria, Germania.